# Fährstraße 6 a (Stralsund)

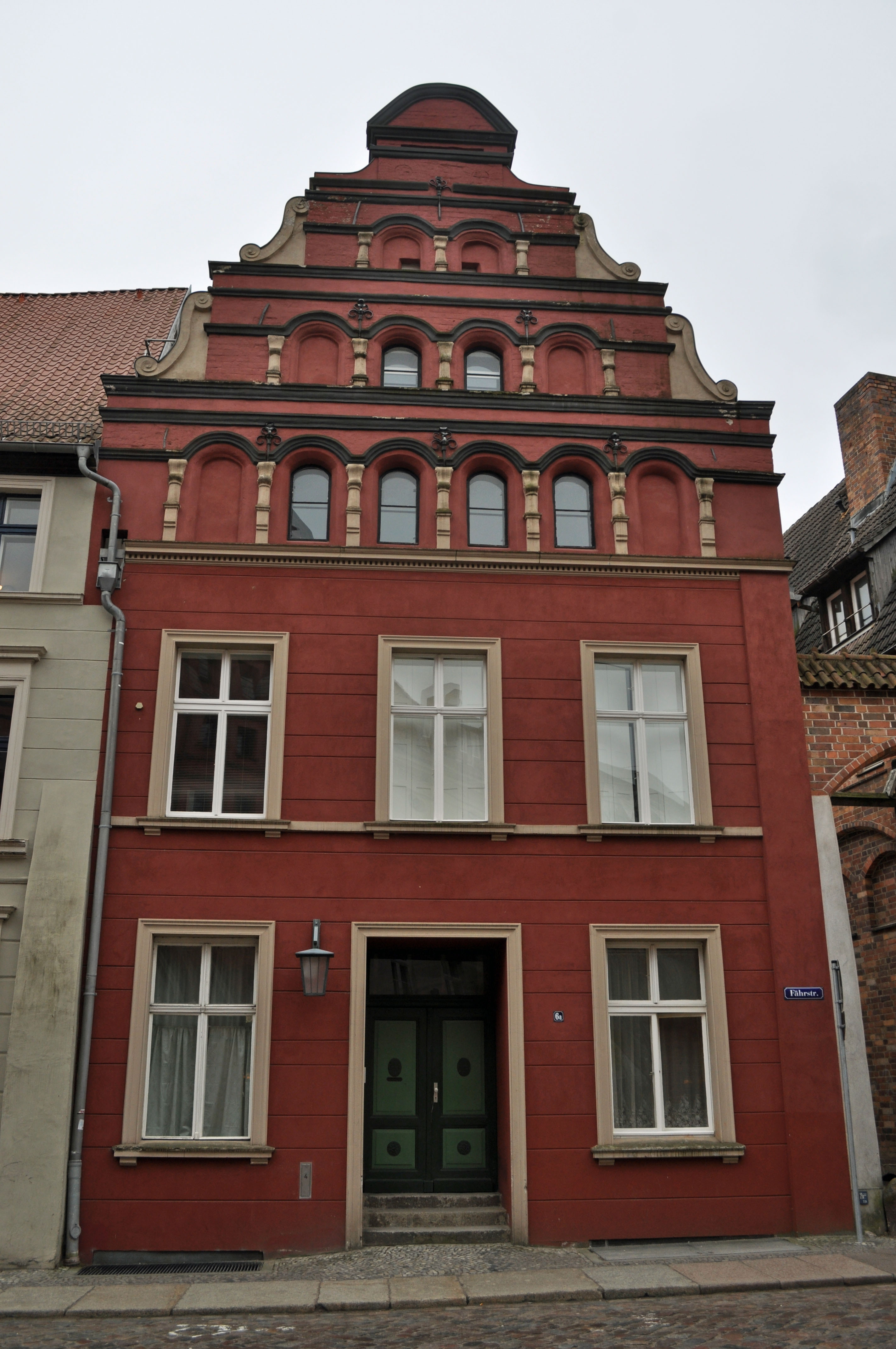
Das Haus Fährstraße 6 a in Stralsund (2012)

Das Gebäude mit der postalischen Adresse Fährstraße 6 a ist ein denkmalgeschütztes Bauwerk in der Fährstraße in Stralsund, an der Ecke zur Bechermacherstraße.
Das zweigeschossige und dreiachsige, verputzte Giebelhaus wurde in der Mitte des 17. Jahrhunderts errichtet. Vorbild war wahrscheinlich das Haus Badenstraße 42.
Der mehrgeschossige Giebel zeigt drei Reihen, horizontal durch doppelte Gesimse getrennte, rundbogige Blenden, die zum Teil durchfenstert sind. Vertikal getrennt werden sie durch Putzpilaster. Voluten und ein bogenförmiger Abschluss bestimmen den Giebelumriss.
Das Haus liegt im Kerngebiet des von der UNESCO als Weltkulturerbe anerkannten Stadtgebietes des Kulturgutes „Historische Altstädte Stralsund und Wismar“. In die Liste der Baudenkmale in Stralsund ist es mit der Nummer 162 eingetragen.